# This Is War (canción)
«This Is War» es el segundo sencillo del álbum This Is War de la banda de rock alternativo 30 Seconds to Mars. La canción será utilizada para el videojuego Dragon Age: Origins. La canción se puede escuchar en YouTube y en la página del grupo.
Escrita por el vocalista Jared Leto, la canción fue publicada como el segundo sencillo del álbum a la radio estadounidense el 8 de marzo de 2010, y el sencillo físico fue publicado el 26 de marzo de 2010.

## Vídeo musical
El video musical fue filmado el 7 de abril de 2010. Un teaser de 30 segundos fue publicado y el estreno del video estaba planeado para junio de 2010; sin embargo, no fue publicado hasta el 6 de abril de 2011. El film presenta a 30 Seconds to Mars como soldados de EE. UU. peleando en Afganistán, se muestran imágenes de diferentes personajes importantes en la política y de los conflictos actuales que hay en el planeta. Luego muestra a varios vehículos de combate volando, como si fueran atraídos por un imán gigante, tanques, blindados, aviones, helicópteros y barcos volando; al final del vídeo se aprecia una pirámide voladora hecha con los vehículos de guerra.

## Lista de pistas
Todas las canciones escritas por Jared Leto.
Promo (1 de febrero de 2010)
1. «This Is War» (Versión del álbum) – 5:27

Sencillo UE (26 de marzo de 2010)
1. «This Is War» (Versión del álbum) – 5:27
2. «Hurricane» (LA Mix) de Emma Ford y Natalie Loren aka "Luxury Kills" – 5:49

EP descarga digital
1. «This Is War» (Versión del álbum) – 5:47
2. «This Is War» (Edición para la radio) – 4:46
3. «Night of the Hunter» (Static Revenger Redux) – 4:57

## Historial de publicación
| Región         | Fecha               | Sello            |
| -------------- | ------------------- | ---------------- |
| Austria        | 26 de marzo de 2010 | EMI Music        |
| Italia         | 26 de marzo de 2010 | EMI Music/Virgin |
| Alemania       | 26 de marzo de 2010 | EMI Music        |
| Suiza          | 26 de marzo de 2010 | EMI Music        |
| Reino Unido    | 28 de marzo de 2010 | EMI Music/Virgin |
| Estados Unidos | 28 de marzo de 2010 | EMI Music/Virgin |

## Posiciones en las listas
| Lista (2009)                                 | Posición |
| -------------------------------------------- | -------- |
| Canadian Hot 100                             | 67       |
| UK Singles Chart                             | 120      |
| Billboard EE. UU. Heatseekers Songs          | 4        |
| Billboard EE. UU. Hot Digital Songs          | 33       |
| Billboard EE. UU. Hot 100                    | 72       |
| Lista (2010)                                 | Posición |
| Singles Chart Austria                        | 73       |
| Tipparade P.Bajos                            | 15       |
| Media Control Charts Alemania                | 79       |
| UK Singles Chart                             | 51       |
| Billboard EE. UU. Hot Mainstream Rock Tracks | 30       |
| Billboard EE. UU. Alternative Songs          | 1        |
| Billboard EE. UU. Rock Songs                 | 4        |
| Mister Bravo's Top 25-Monthly                | 3        |

## En la cultura popular
- La canción ha sido incluida en la "soundtrack" de Dragon Age: Origins.[16]
- La canción está disponible como contenido descargable del juego Rock Band.[17]